# ジョーゼフ・キャンベル
ジョーゼフ・キャンベル（Joseph Campbell、1904年3月26日 - 1987年10月30日）は、アメリカ合衆国の神話学者。ジョゼフ・キャンベルと表記されることもある。比較神話学や比較宗教学で知られる。
彼の作品は広大で、人間の経験に基づく多面的なものである。彼の人生観は、しばしば「至上の幸福に従え」（Follow your bliss）という一文に要約される。

## 生涯

### 幼少期〜学生時代
ジョーゼフ・キャンベルはニューヨーク州のホワイト・プレインズで上流中産階級のローマ・カトリックの家庭に生まれた。キャンベルは幼い頃、父親に連れて行ってもらったニューヨークのアメリカ自然史博物館で展示されていたネイティブ・アメリカンの工芸品を見てからというものすっかりネイティブ・アメリカンの文化に魅了された。ネイティブ・アメリカンの社会について様々な側面から精通するようになり、とくにネイティブ・アメリカンの神話について詳しく知るようになった。この事がキャンベルの生涯を通しての神話への情熱となり、かけ離れた文化の神話の中に存在するわずかな共通点を見出していくという彼の研究へのきっかけとなった。
1921年、コネチカット州ニュー・ミルフォード市にあるカンタベリースクールを卒業し、ダートマス大学に在学中は生物学と数学を学んだが、人文学を得意としていた。コロンビア大学に転校し、1925年にイギリス文学の学士号を取得し、1927年には中世文学の修士号を取得した。ダートマスでデルタ・タウ・デルタDelta Tau Deltaに加入した。また、キャンベルは一流のアスリートでもあり、陸上の大会で数々の賞を受賞した。一時期はハーフマイル走の世界記録を持っているほどであった。

### ヨーロッパ
1924年、キャンベルは家族とヨーロッパを訪れた。帰路の船上で彼はジッドゥ・クリシュナムルティと遭遇し、アジアの哲学について議論した。このことがキャンベルの長い人生の中でヒンドゥーとインドの思想について興味を持つきっかけとなった。この旅行の直後、彼はカトリックの宗教活動をやめた。
1927年、キャンベルはコロンビア大学の特別研究員としてヨーロッパに留学した。パリの大学とミュンヘンの大学で、古フランス語、プロヴァンス語、サンスクリット語を勉強した。彼はたった2、3カ月の厳しい勉強の後、すぐにフランス語とドイツ語を話せるようになった。彼はこれらの言語を、彼の残りの人生で流暢に話し続けた。（すでにラテン語を流暢に話せた彼は、彼の言語の幅を広げるため、日本語を身につけるつもりであった。）
第一次世界大戦後のヨーロッパ（ロスト・ジェネレーションの時代）から大きな影響を受けた。キャンベルは特にジェイムズ・ジョイスやトーマス・マンの作品から影響を受けたと語っている。
現代美術、特にパウル・クレーやパブロ・ピカソを熱心に研究し、また、ジークムント・フロイトやユングの著書を読んだ。

### 世界恐慌
ヨーロッパから戻ってきた1929年にキャンベルはコロンビア大学の教授にヨーロッパへの留学は彼の興味を広げたこと、そして中世文学のためにサンスクリット語と現代美術を学びたいことを伝えた。しかし担当教官がこれを支援しなかったために彼は卒業のための単位稼ぎを辞めて二度と型にはまった卒業の計画には戻らなかった。（指導教官がキャンベルを狭いアカデミズムの中に閉じこめようとしたため、博士号を取る勉強をする代わりに森に入って本を読んだ、という。）

### サラ・ローレンス大学、結婚
1934年、ニューヨーク州の名門女子大学サラ・ローレンス大学の教授になった（彼の元コロンビアのアドバイザーのW.W.ローレンスの努力による）。同大学では1972年に定年となるまで、38年間教えた。
1938年、キャンベルは彼の元学生のダンサー兼振り付け師のジーン・アードマンと結婚した。彼らはニューヨーク市のグリニッジ・ヴィレッジの部屋のアパートで彼らの49年間の結婚生活のほとんどを共にした。 1980年代、彼らはまた、ホノルルのアパートを購入し、2つの都市の間で自分達の時間を過ごした。2人の間には子供はいなかった。

### 著作などの活動
1944年、『「フィネガンズ・ウェイク」を開く親かぎ』（共著）を刊行。
1949年、『千の顔をもつ英雄』で神話の基本構造を論じた。
1956年、インドと日本の旅行から帰ってくると、キャンベルは「海外で働いて勉強している一般の大衆や専門家のアメリカ人は、世界の神話と文化を注視する情報をもたされていない」と感じた。この問題の克服に向けた仕事を始めた。
1959年より、キャンベルは代表作『神の仮面（the Masks of God）』を刊行開始した。この作品で、何千年もの地球上の世界の文化の神話を調べたものだ。この時期から国務省の外務職員局で、神話と宗教を比較する講義を始めた。以後生涯を通じ、世界の神話について大学や、教会、公会堂などで公に講演し、ラジオやテレビでも担当講座を持ち続けた。

### 神話の力、没後
ジョーゼフ・キャンベルは、1985年から翌年にかけ、ビル・モイヤーズとの対談でテレビ番組6本『神話の力』が製作された。食道がんの併発から1987年10月30日に、ハワイのホノルルの自宅で亡くなった。インタビュー番組『神話の力』は没後放送され、1998年に書籍化された。
また1987年にドキュメント映画『The Hero's Journey』が製作され、1990年には、その著作版『The Hero's Journey：Joseph Campbell on His Life and Work』も刊行された（各・訳書は下記）。

## 日本語訳一覧
- 『千の顔をもつ英雄』平田武靖・浅輪幸夫監訳、伊藤治雄・春日恒男・高橋進訳
人文書院（上下）、1984年、オンデマンド版2004年
- 新訳版『千の顔をもつ英雄』倉田真木・斎藤静代・関根光宏訳、ハヤカワ文庫（上下）、2015年
- 『神の仮面　西洋神話の構造』山室静訳、青土社（上下）、1985年、新版1992年、1995年
- 『宇宙意識　神話的アプローチ』鈴木晶・入江良平訳、人文書院、1991年
- 『神話のイメージ』青木義孝・中名生登美子・山下主一郎訳、大修館書店、1991年
- 『時を超える神話』飛田茂雄訳、角川書店「キャンベル選集1」、1996年
- 『生きるよすがとしての神話』飛田茂雄・古川奈々子・武舎るみ訳
角川書店「選集2」、1996年／角川ソフィア文庫、2016年
- 『野に雁の飛ぶとき』武舎るみ訳、角川書店「選集3」、1996年
- 『ジョーゼフ・キャンベルの神話と女神』倉田真木訳、原書房、2020年
- 『聖杯の神話　アーサー王神話の魔法と謎』斎藤伸治訳、人文書院、2023年
- 『英雄の旅　ジョーゼフ・キャンベルの世界』斎藤伸治・斎藤珠代訳、人文書院、2025年。遺著

共編著
- ビル・モイヤーズとの共著『神話の力』飛田茂雄訳、早川書房、1992年／ハヤカワ文庫、2010年（冲方丁解説、電子書籍も刊）
- 『ジョーゼフ・キャンベルが言うには、愛ある結婚は冒険である』馬場悠子訳、築地書館、1997年。ラジオ放送の対話集
- 共編『世界の神話文化図鑑』上田浩二・渡辺真理訳、東洋書林、2007年
セルジウス・ゴロウィン／ミルチャ・エリアーデとの大著

## キャンベルの神話論

### 英雄の旅
遺著となった英雄の旅（The Hero's Journey）、Heroes and the Monomyth（英雄と輪廻）はキャンベルが各地の神話に登場するヒーローの物語の構造を示したものである。
（オデュッセイアをはじめ）古今の英雄神話において、(1)主人公は別の非日常世界への旅に出、(2)イニシエーションを経て、(3)元の世界に帰還する、という共通の構造を持っている（単一神話論）。
構成
1. Calling（天命）
2. Commitment（旅の始まり）
3. Threshold（境界線）
4. Guardians（メンター）
5. Demon（悪魔）
6. Transformation（変容）
7. Complete the task（課題完了）
8. Return home（故郷へ帰る）

スター・ウォーズ、ロード・オブ・ザ・リング、マトリックスなどの多くの大作映画が、この「Heroes and the monomyth」の流れをくんでいる。
対をなす概念として、ヒロイン（女性）の物語の構造を示した「ヒロインの旅（The Heroine's Journey）」がある。モーリーン・マードック（Maureen Murdock）が、ユング心理学やキャンベルへのインタビューをもとに提唱した。

## 著作

### 千の顔をもつ英雄
『千の顔をもつ英雄』(The Hero with a Thousand Faces)は1949年に刊行。
ジョージ・ルーカスが多大な影響を受けたことで有名であり、この神話論を映画『スター・ウォーズ・シリーズ』に採り入れたというエピソードもよく知られている。

### 神の仮面

#### 概要
キャンベルの4冊目の著書「神の仮面」（The Masks of God）は、世界中の古代から現代までの神話学を扱っている。『千の顔をもつ英雄』では世界の共通的神話学に焦点が当てられたが、この「神の仮面」では民族的思考に基づいての歴史的・文化的な変化に焦点が当てられている。言い換えると、「千の仮面をもつ英雄」はおそらく、より心理学より引用され、「神の仮面」はより人類学と歴史より引用されている。「神の仮面」は原始神話、東洋神話、西洋神話そして創造神話を踏襲している。

#### 構成
上巻
第一部 女神の時代
序章 神話と祭式・東と西
第一章 蛇の花嫁
1. 母神イヴ
2. ゴルゴンの血
3. 地のはてのテュレ
4. 母権

第二章 牡牛の伴侶
1. 神の母
2. 二人の妃
3. ミノタウロスの母
4. 光の息子の勝利

第二部 英雄の時代
第三章 レバントの神々と英雄たち（前一五〇〇‐前五〇〇年）
1. 主の書
2. 神話上の時代
3. アブラハムの時代
4. モーセの時代

第四章 ヨーロッパの神々と英雄たち（前一五〇〇‐前五〇〇年）
1. 北と南の対話
2. ゼウスの結婚
3. 夜の海の旅
4. ポリス

第三部 偉大なる古典の時代
第五章 ペルシヤ期（前五三九‐前三三一年）
1. 倫理的二元論
2. 宇宙の堕落と更新
3. 王の中の王
4. 残りの者
5. 愛の神

第六章 ヘレニズム（前三三一‐後三二四年）
1. 東と西の結婚
2. 綜合的一神論と民族的一神論
3. 神秘教と黙示録
4. 死海の見張り番

下巻
第七章 大ローマ時代（前五〇〇頃‐後五〇〇年頃）
1. ケルト族の地域
2. エトルリア
3. アウグストス時代
4. キリストの復活
5. まぼろしのキリスト
6. パウロの使命
7. ローマの没落

第四部 偉大な信仰の時代
序 ヨーロッパとレバントの対話
第八章 十字架と新月旗
1. マギたち
2. ビザンチン
3. イスラム教の予言者
4. 掟の衣裳
5. 神秘の道の衣裳
6. 破れた呪文

第九章 甦るヨーロッパ
1. 聖者の島
2. 神々の運命
3. ローマ ROMA
4. アモール AMOR

結び 一時代の終末にあたって

### 神話の力
ジョーゼフ・キャンベルが亡くなった翌年の1988年に放送が始まった、ジャーナリストのビル・モイヤーズとの対談集。テレビ放送は、彼の神話的・宗教的・心理学的な考えを聴衆に広く伝え、何百万人の心をつかんだ。テレビ放送終了直後に、二人の対談を書き写した本が発売され、ベストセラーになった。

### An Open Life
ジョーゼフ・キャンベルが言うには、愛ある結婚は冒険である。